# Исторический Башкортостан
Исторический Башкортостан (баш. Тарихи Башҡортостан; Башкирия) — термин, рекомендованный в 1994 году Н. А. Мажитовым и А. Н. Султановой как научное обозначение историко-географической области формирования и развития башкир как народа. По утверждению И. Г. Акманова, термин впервые был введён М. К. Любавским в работах 1930-х годов.
В 1917 — кон. 1920‑х гг. использовалось также название «Башкурдистан».
В настоящее время на данной территории (крае, стране) расположены Республика Башкортостан, Оренбургская и Челябинская области, восточная часть Республики Татарстан, юго-восточная часть Удмуртии, южная часть Пермского края, юго-западная часть Свердловской, западная часть Курганской, северо-восточная часть Самарской, восточная часть Саратовской областей. В исторических, этнографических, лингвистических и других исследованиях для обозначения территории, на которой в различные периоды истории расселялись башкирские племена и башкирский этнос, используется термин Исторический Башкортостан.

## Этимология
Вся территория обитания башкир в прошлом называлась баш. Башҡорт иле (страна Башкир).
Синонимами термина являются более ранние варианты названия территории: Башгурд, Башгирды, Башгирд, Баскардия, Башгирдия, степи Башкырт, страна Бастарков, Башкырд, Башджарды, Башкирия, Pascatir, Bashirdi. Упоминание местности с названием Башгурд встречается в работе Фазлаллаха Рашид-ад-дина (XIV век) «Огуз-Наме».
С понятием Исторический Башкортостан соотносится понятие Великая Венгрия (Major Hungaria, Magna Hungaria) — гипотетическая прародина венгров, упоминаемая францисканским монахом XIII века Джованни да Плано Карпини в отчёте о своём путешествии. Её поисками занимались в 1230-е годы венгерские доминиканцы, наиболее известен из которых Юлиан.

## Географическое положение
Географическое положение территории приходится на Южный Урал и его окрестности. Официально зарегистрированных границ данной территории не известно. В различных источниках приводятся различные варианты описания примерных границ, которые менялись в зависимости от рассматриваемых исторических периодов.
Наиболее ранняя информация о данной территории, принадлежит Махмуду Кашгари (Кашгарский), автору «Диван лугат ат-турк» (1072—1074), где имеется схематический план с нанесённой местностью с названием степи Башкырт. Схематический план не даёт точного географического описания, но близость Каспийского моря и Долины Этиля (Волги) с запада, Уральских гор с запада и севера, долины Иртыша с востока позволяет судить о месте расположения степи Башкырт. Ещё раньше, в X веке, Ибн Фадлан упоминает страну Аль-Башгирд и перечисляет реки, через которые переправлялись во время путешествия.
Об основных контурах территории исторической Башкирии (Башкортостана) говорится и в челобитной башкир Уфимской провинции на имя императрицы России Анны Иоанновны, датированный 1733 годом и составленной на всебашкирском съезде: «А ныне у нас нижайших рабов Вашего Императорского величества земли и воды: а имянно называемую реку Тобул, озеро Чапалай, реку Мияч, которые в Кунгурском уезде… Тако ж Казанской дороги у башкирцов, которые живут по реке Каме…». Своей землёй они называют также илецкие месторождения соли.
По энциклопедическому словарю Брокгауза и Ефрона:
«Башкиры или башкирцы — народ тюркского племени, живут преимущественно на западных склонах и предгорьях Урала и в окрестных равнинах. Но во второй половине XVI стол. им, за небольшими исключениями, принадлежала вся земля между Камой и Волгой до Самары, Оренбурга и Орска (тогда ещё не существовавших), и на восток по Миясу, Исети, Пышме, Тоболу и Иртышу до Оби».
По другому источнику, в этот же период, территория Башкирии охватывает «…все лесное и степное пространство по рекам Кама, Белой и по обе стороны верховьев Яика…».
Используя целый ряд исторических источников и официальных документов, в том числе Книгу Большого Чертежа, современные историки описывают территорию исторической области относительно XVII—XIX вв. в следующих границах:
«..Южная граница Исторического Башкортостана проходила примерно от нижнего течения реки Илек, далее — вверх до среднего течения Яик, затем по реке Уй до верховьев Тобола. На западе башкирские земли доходили до Волги в районе Саратова и Самары, на северо-западе — до устья реки Кинель, далее шли по среднему течению реки Сок, верховьев Кондурча, затем по реке Шешме и до реки Кама. Местами башкирские земли заходили за Каму. Известно, например, на правом берегу Камы в районе устьев реки Вятка, Иж, и Очёр располагались частично территория башкир Булярской, Байлярской, Енейской, Уранской, Гирейской и Гайнинской волостей, и во второй половине XVIII века на этих землях существовали башкирские аулы. На севере башкирские земли примерно доходили до устья реки Сылва и среднего течения Чусовой, далее на севере-востоке они сужались к югу и шли по северному берегу реки Исеть, от верховьев до её впадения в Тобол…».
Ф. Д. Нефёдов более века назад писал: «…кинем взгляд на прошлое Башкирии. Обширный край, в область которого вошли нынешние губернии Оренбургская, Уфимская, половина Самарской и два уезда губерний Вятской и Пермской назывался — да и теперь называется — по имени народа, обитавшего здесь уже с давних времён; народ этот — башкиры…».

## Государственная и административно-территориальная подчинённость
В процессе формирования, расцвета, распада государств и распространения влияния этих государств на территорию Южного Урала, Исторический Башкортостан в целом или её части в VIII—XXI вв. попадал под влияние или входил в состав Волжской Булгарии, Монгольской империи, Золотой Орды, Ногайской орды, Казанского ханства, Сибирского ханства, Русского царства, Российской империи, РСФСР, СССР (административно в составе РСФСР).
Достоверных сведений о наличии государственности в ранний период у башкир на Южном Урале не известно. Вместе с тем, труды Ибн Фадлана, Джиованни дель Плано Карпини, Гийома де Рубрука, а также башкирские шежере и эпосы позволяют судить о существовании самостоятельной формы правления на данной территории до XIII века. Относительно этого же периода С. И. Руденко, ссылаясь на Абу Заид аль-Балхи, указывает, что западные районы Башкирии были в составе и подвластны Булгарскому государству. З. И. Еникеев со ссылкой на Р. Г. Кузеева пишет, что «…башкиры племён буляр (биляр), янай, мин, айли в своих шежере записали булгарских ханов Айдара, Саита, Амира, Салима, Илгама, Габдуллу как своих правителей…». Также З. И. Еникеев в своей работе пишет о существовании, до монголо-татарского нашествия, в составе конфедерации, тюркоязычных государств под названием Дешт-и-Кипчак, сильного башкирского государства — Табынского ханства. При этом, автор опирается на другое исследование Р. Г. Кузеева. О наличии в 1235—1236 гг. у башкир собственного правителя (хана) указывает в своём отчёте венгерский монах Юлиан.
В XIII веке Исторический Башкортостан попадает под влияние Монгольского государства. По сведениям одних источников, например по Джиованни дель Плано Карпино и И. С. Руденко, Башкортостан был завоёван монголами после падения Волжской Булгарии. По мнению И. С. Руденко покорение Булгарского ханства произошло в 1229 году, а в 1236 году была «…завоёвана вся Башкирия…». По сведениям Л. Н. Гумилёва, который в свою очередь вероятно опирается на отчёт венгерского монаха Юлиана, «… монголо-башкирская война тянулась 14 лет… Башкиры неоднократно выигрывали сражения и, наконец, заключили договор о дружбе и союзе, после чего монголы объединились с башкирами для дальнейших завоеваний…». По его мнению, данное событие произошло в 1220—1223 гг.
По мнению З. И. Еникеева, оба утверждения не противоречат друг другу. Башкирские племена, находящиеся под влиянием Волжской Булгарии, вынуждены была признать свою зависимость после падения Биляра. Основная часть башкирских племён, возглавляемых в то время Муйтен-бием, добровольно вошла в состав Монгольского государства. Авторы «Истории Башкортостана» считают, что «…присоединение башкир к государству монголов…» произошло в период 1207—1208 гг. При этом «…в акте вхождения башкир в империю монголов имело место как принуждение, так и акт признания…». В связи с этим заслуживает внимание мнение Г. А. Фёдорова-Давыдова, крупнейшего историка Золотой Орды. Имея в виду факт властвования над башкирами собственного хана, он отмечал, что монголы у покорённых силой народов никогда не оставляли в живых местных правителей. Исключение было сделано башкирам, ибо они добровольно признали власть монголов в своей стране…". То обстоятельство, что башкиры сохранились как самостоятельный народ в период истребления монголами целых народов, проживавших ранее в соседстве с башкирами, свидетельствует об особых взаимоотношениях между завоевателями и коренными жителями Исторического Башкортостана.
Как известно, в первой половине XIII века сформировалось самостоятельное государство Золотая Орда, основанное Батый-ханом; в его составе оказалась и территория Исторического Башкортостана. В. Л. Егоров в своей работе «Историческая география Золотой Орды в XIII—XIV вв.» приводит описание территории Золотой Орды со ссылкой на Аль-Омари и Рубрука, где Башкирия упоминается как область — «…описывая в целом территорию государства, ал-Омари приводит названия наиболее известных его городов и провинций. Среди них он называет Хорезм, Сыгнак, Сайрам, Яркенд, Дженд, Сарай, Маджар, Азак, Акчакерман, Кафу, Судак, Саксин, Укек, Булгар, Дербент, а также области Сибирь и Ибирь, Башкырд и Чулыман»(С.29) и северная граница империи — «… в качестве северного предела государства названы г. Булгар и область Башкырд (Башкирия)…»(с.30).
Так же на арабского историка ал-Омари ссылаются Греков и Якубовский в своей работе «Золотая Орда и её падение»: «… границы этого государства со стороны Джейхуна — Хорезм, Саганак, Сайрам, Яркенд, Дженд, Сарай, город Маджар, Азак, Акча-кермен, Кафа, Судак, Саксин, Укек, Булгар, область Сибирь, Ибирь, Башкырд и Чулыман… Город Баку… — один из городов Ширванского края и близ него „Железные ворота“, которые тюрки называют Димиркапу»
Описывая административно-политическое устройство Золотой орды, автор отмечает: «…в источниках нет прямых указаний на место прохождения границы между правым и левым крылом Золотой Орды. Г. А. Фёдоров-Давыдов подверг критике мнение, что таким рубежом была Волга. Скорее всего, граница между двумя крыльями золотоордынского государства проходила в районе р. Яика (Урал) …» (С.160). «… Основой административно-территориального деления золотоордынского государства была улусная система. Сущность её составляло право феодалов на получение от хана определённого удела — улуса, за что владелец его принимал на себя определённые военные и экономические обязательства…» (С.162). По описанию расположения улусов (С.163) можно предположить, что территория Исторического Башкортостана была поделена на девятый и десятый улусы, которые располагались вдоль правого и левого берега Яика (Урала). Вероятно, часть территории входила в состав восьмого улуса, личного домена Батый-хана, который располагался вдоль левого берега Волги. Сведения из карт, прилагаемых к книге «Историческая география Золотой Орды в XIII—XIV вв.», позволяют судить о подчинённости территории Исторического Башкортостана улусам Сарай и Шибан.
Анализ имеющихся сведений свидетельствует о раздробленности рассматриваемой территории на протяжении XIII—XIV вв. и её подчинённости разным улусам, то есть местным правителям. Вероятно, границы этих улусов не имели чётких очертаний, и можно также предположить прохождение границ между улусами по хребту Урала или руслу реки Белой (Агидели).
После распада Золотой Орды территория Башкирии входила в состав Ногайской орды, Казанского и Сибирского ханств.
Во второй половине XVI века произошло присоединение Башкортостана к России.

### Динамика административно-территориального устройства в составе Российской Империи
После принятия башкирами русского подданства территория Башкирии была включена в состав Казанского уезда. С 1586 года основная территория края выделена в Уфимский уезд, северо-восточная часть входила в состав Верхотурского уезда, зауральская часть — Тобольского. Управление этими уездами осуществлялось Казанским и Сибирским приказами, находившимися в Москве. Такая система управления сохранилась до начала XVIII века.
На основе первой Петровской реформы административно-территориального устройства России (1708 г.) образовано 8 огромных губерний. Территория Башкирии была разделена и подчинена Казанской, Сибирской губерниям. При очередной Петровской реформе (1744 г.) образована Оренбургская губерния, которая первоначально состояла из Уфимской, Исетской, Оренбургской провинций, с 1781 года — из Оренбургского, Уфимского, Стерлитамакского, Бирского, Мензелинского, Верхнеуральского, Троицкого, Челябинского, Бугульминского уездов. В 1781 году Оренбургская губерния реорганизована в Уфимское наместничество, состоявшее из Уфимской и Оренбургской областей. Уфимская область объединяла Уфимский, Бирский, Стерлитамакский, Мензелинский, Белебеевский, Челябинский, Бугульминский, Бугурусланский уезды. В свою очередь Оренбургская область — Оренбургский, Верхнеуральский, Бузулукский, Сергиевский уезды. В 1784 году в пределах Уфимского наместничества образован Троицкий уезд.
В 1796 году Уфимское наместничество было преобразовано в Оренбургскую губернию, состоящую из 10 уездов. При преобразовании из ранее существующих уездов были ликвидированы Белебеевский, Бугурусланский и Сергиевский уезды. В 1804 году Белебеевский и Бугурусланский уезды восстановлены. Окраинные территории Башкирии вошли в состав Осинского, Пермского, Красноуфимского, Екатеринбургского, Шадринского уездов Пермской губернии, Елабужского, Сарапульского уездов Вятской губернии, Вольского, Хвалынского, Хотинского уездов Саратовской губернии. В 1851 году Самарской губернии отошли территории Бугульминского, Бузулукского, Бугурусланского уездов. В 1865 году Оренбургская губерния была разделана на Уфимскую и Оренбургскую губернии. В состав Уфимской губернии вошли Уфимский, Бирский, Белебеевский, Стерлитамакский, Златоустовский, Мензелинский уезды. До Февральской революции актом, регулирующим правовой статус башкир в составе Российской империи, было «Положение о башкирах», принятое в 14 мая 1863 года. После революции 1917 года начинаются процессы формирования административно-территориальных структур автономного Башкурдистана, после подписания соглашения с правительством Советской России в 1919 году — Автономная Башкирская Советская Республика.